# حلب الجديدة
حي حلب الجديدة هو أحد أكبر أحياء مدينة حلب في سوريا وهي منطقة سكنية منظمة وحديثة البناء تعتمد في أغلبها نظام الجمعيات السكنية. يعتبر حي حلب الجديدة توسعاً لمدينة حلب من الجهة الغربية، ويقسم إلى قسم شمالي وقسم جنوبي.
ومن جمعيات حلب الجديدة :
- جمعية البحوث العلمية.
- جمعية التموين.
- جمعية المهندسين.
- جمعية قرطبة.
- جمعية الصيادلة.
- جمعية الكهرباء.
- جمعية الإسكان العسكري.
- جمعية الشهداء.
- جمعية الشعب.

والعديد من الجمعيات الأخرى.
ومن مدارس حلب الجديدة :
- مدرسة حسين طبرة الابتدائية.
- مدرسة الشرطة الابتدائية.
- مدرسة موسى بن نصير الثانوية والإعدادية (ذكور).
- مدرسة الأسرة التموينية الإعدادية سابقا (ش صالح مشاعل حاليا)(ذكور).
- مدرسة قتيبة بن مسلم الباهلي الإعدادية للبنات.

* ثانوية أسعد عقيل للبنات.
والعديد من المدارس الأخرى.
و من أهم الشوارع في هذا الحي :
شارع ابن عربي .
حيث يحتوي على المشفى السوري التخصصي و هو من أفضل المشافي في مدينة حلب بالإضافة إلى مشفى الشهباء التخصصي .
كما يحتوي على مقسم شرطة حلب الجديدة و فرع مكافحة المخدرات بحلب .
و يحتوي على العديد من المساجد و منها :
جامع الغفران
جامع الإيمان
جامع سعد بن الربيع
جامع الرحمة
جامع الشيخ عمر الحلبي

## المناخ
يظهر الجدول التالي التغييرات المناخية على مدار السنة لحلب الجديدة:
| البيانات المناخية لـحلب الجديدة                                   | البيانات المناخية لـحلب الجديدة | البيانات المناخية لـحلب الجديدة | البيانات المناخية لـحلب الجديدة | البيانات المناخية لـحلب الجديدة | البيانات المناخية لـحلب الجديدة | البيانات المناخية لـحلب الجديدة | البيانات المناخية لـحلب الجديدة | البيانات المناخية لـحلب الجديدة | البيانات المناخية لـحلب الجديدة | البيانات المناخية لـحلب الجديدة | البيانات المناخية لـحلب الجديدة | البيانات المناخية لـحلب الجديدة | البيانات المناخية لـحلب الجديدة |
| الشهر                                                             | يناير                           | فبراير                          | مارس                            | أبريل                           | مايو                            | يونيو                           | يوليو                           | أغسطس                           | سبتمبر                          | أكتوبر                          | نوفمبر                          | ديسمبر                          | المعدل السنوي                   |
| ----------------------------------------------------------------- | ------------------------------- | ------------------------------- | ------------------------------- | ------------------------------- | ------------------------------- | ------------------------------- | ------------------------------- | ------------------------------- | ------------------------------- | ------------------------------- | ------------------------------- | ------------------------------- | ------------------------------- |
| متوسط درجة الحرارة الكبرى °م (°ف)                                 | 8.9 (48.0)                      | 11.0 (51.8)                     | 15.3 (59.5)                     | 20.7 (69.3)                     | 26.5 (79.7)                     | 31.4 (88.5)                     | 33.5 (92.3)                     | 34.0 (93.2)                     | 31.2 (88.2)                     | 25.5 (77.9)                     | 17.5 (63.5)                     | 10.9 (51.6)                     | 22.2 (72.0)                     |
| المتوسط اليومي °م (°ف)                                            | 5.1 (41.2)                      | 6.4 (43.5)                      | 9.9 (49.8)                      | 14.5 (58.1)                     | 19.5 (67.1)                     | 24.2 (75.6)                     | 26.6 (79.9)                     | 27.0 (80.6)                     | 24.1 (75.4)                     | 18.7 (65.7)                     | 12.0 (53.6)                     | 6.9 (44.4)                      | 16.2 (61.2)                     |
| متوسط درجة الحرارة الصغرى °م (°ف)                                 | 1.2 (34.2)                      | 1.8 (35.2)                      | 4.5 (40.1)                      | 8.3 (46.9)                      | 12.4 (54.3)                     | 17.0 (62.6)                     | 19.7 (67.5)                     | 20.0 (68.0)                     | 17.0 (62.6)                     | 11.9 (53.4)                     | 6.4 (43.5)                      | 2.8 (37.0)                      | 10.3 (50.4)                     |
| الهطول مم (إنش)                                                   | 92 (3.6)                        | 84 (3.3)                        | 64 (2.5)                        | 45 (1.8)                        | 23 (0.9)                        | 4 (0.2)                         | 0 (0)                           | 1 (0.0)                         | 4 (0.2)                         | 27 (1.1)                        | 45 (1.8)                        | 91 (3.6)                        | 480 (19)                        |
| متوسط الأيام الممطرة                                              | 14                              | 13                              | 10                              | 7                               | 4                               | 1                               | 0                               | 0                               | 1                               | 4                               | 7                               | 13                              | 74                              |
| متوسط الأيام المثلجة                                              | 1.2                             | 0.3                             | 0                               | 0                               | 0                               | 0                               | 0                               | 0                               | 0                               | 0                               | 0                               | 0.5                             | 2                               |
| ساعات سطوع الشمس الشهرية                                          | 115.9                           | 135.0                           | 193.4                           | 238.0                           | 324.3                           | 371.0                           | 392.5                           | 370.8                           | 297.0                           | 239.9                           | 181.0                           | 122.1                           | 2٬980٫9                         |
| المصدر: WeatherBase، Climate-data.org, retrieved 10 November 2012 |                                 |                                 |                                 |                                 |                                 |                                 |                                 |                                 |                                 |                                 |                                 |                                 |                                 |